# Lucien Owona
Lucien Fridolin Owona-Ndong (Douala, 1990. augusztus 9. –) kameruni válogatott labdarúgó, aki jelenleg az UD Almería játékosa.

## Pályafutása
2017. május 20-án bekerült a 2017-es konföderációs kupára készülő 30 fős keretbe. Kilenc nappal később a 23 főre való szűkítés során továbbra is a keret tagja maradt. Június 13-án debütált a kolumbiai labdarúgó-válogatott elleni felkészülési találkozón. A Konföderációs kupán a kispadon kapott lehetőséget.

## Statisztika
2017. november 20-i állapotnak megfelelően.
| Válogatott | Szezon   | Mérkőzés | Gól |
| ---------- | -------- | -------- | --- |
| Kamerun    | 2017     | 1        | 0   |
| Összesen   | Összesen | 1        | 0   |